# Zhou Lüxin
Zhou Lüxin, född 31 juli 1988 i Wuhu, Anhui, är en kinesisk simhoppare.
Han tog OS-brons i höga hopp i samband med de olympiska simhoppstävlingarna 2008 i Peking.